# Hemimycena longicystis
Hemimycena longicystis är en svampart som beskrevs av R. Heim 1962. Hemimycena longicystis ingår i släktet Hemimycena och familjen Mycenaceae.   Inga underarter finns listade i Catalogue of Life.